# Aroona Sanctuary
Aroona Sanctuary är en park i Australien. Den ligger i delstaten South Australia, omkring 480 kilometer norr om delstatshuvudstaden Adelaide.
Trakten runt Aroona Sanctuary är nära nog obefolkad, med mindre än två invånare per kvadratkilometer.. Närmaste större samhälle är Leigh Creek, nära Aroona Sanctuary. 
Omgivningarna runt Aroona Sanctuary är i huvudsak ett öppet busklandskap. Genomsnittlig årsnederbörd är 260 millimeter. Den regnigaste månaden är februari, med i genomsnitt 90 mm nederbörd, och den torraste är oktober, med 3 mm nederbörd.